# Whittlesey
Pour les articles homonymes, voir Whittlesea.
Whittlesey, historiquement appelée Whittlesea ou Witesie, est une commune d'Angleterre, ancienne ville-marché du district de Fenland. Située environ 10 km à l'est de Peterborough dans le comté de Cambridgeshire, elle est peuplée de 15 581 habitants.

## Lieux et monuments

### Églises

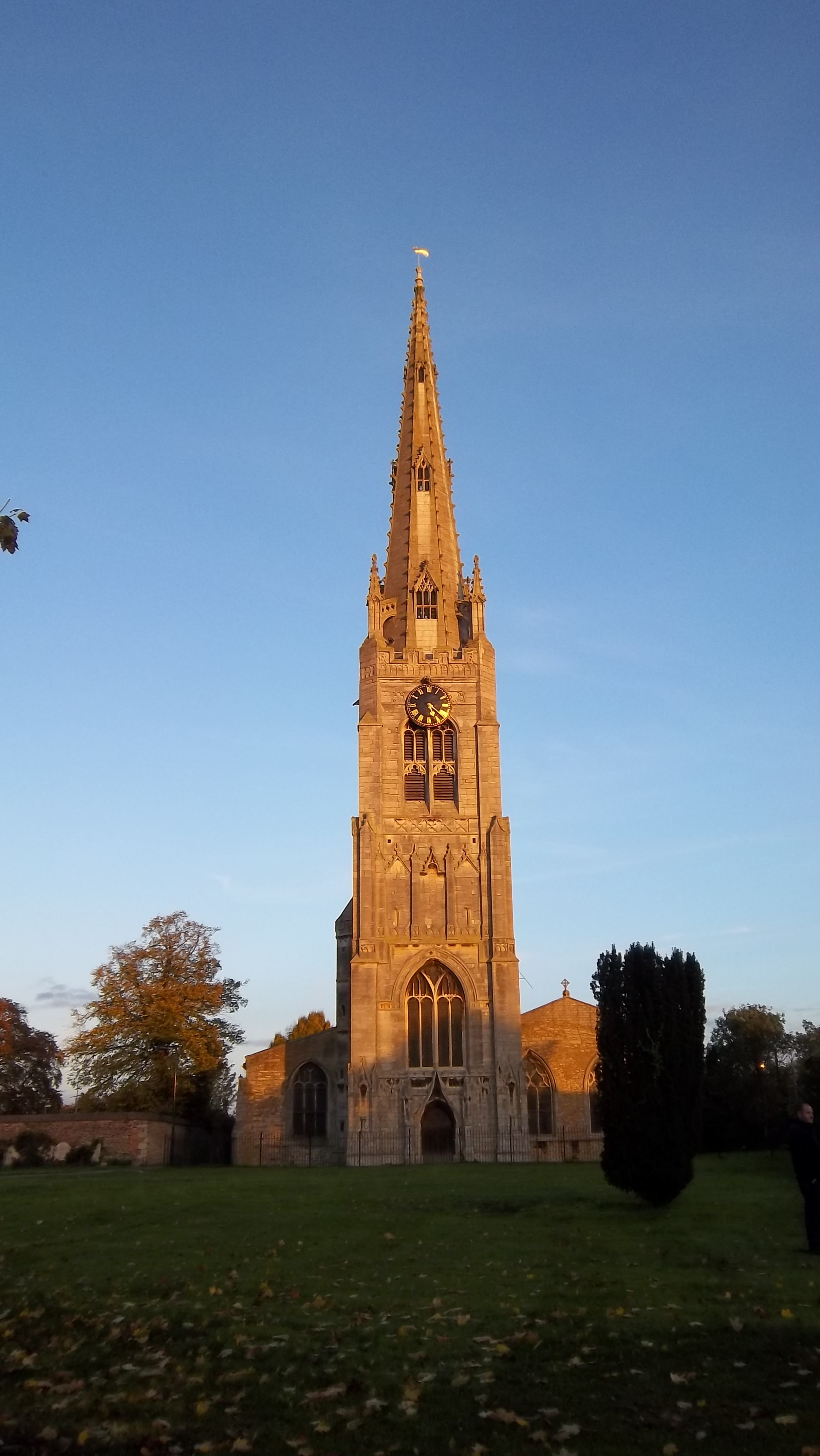
Flèche de Saint-Mary's vu de l'ouest.

La ville contient deux églises. L'église Saint-Marie date du XVIe siècle, mais la majorité des bâtiments actuels sont plus récents. Une de ses chapelles est dédiée à Harry Smith, ancien habitant de la commune. L'autre église de la ville, Saint-Andrew's, est un mélange de style perpendiculaire et décoratif. Elle date de 1635.

### Place du marché
La place du marché, située au centre de Whittlesey, est toujours le lieu d'un marché local qui a lieu le vendredi. Le droit de tenir un marché chaque semaine a été obtenu en 1715. Toutefois, le marché ne s'est pas tenu de la fin du XVIIIe siècle aux années 1850. En raison de la proximité avec la ville de Peterborough, le marché n'a plus de réelle importance.

### Must Farm
Le site archéologique de Must Farm, découvert en 1999, est un site remontait à l'Âge de Bronze, situé près de la ville.

## Personnalités liées à la commune
- Sir Harry Smith, militaire et administrateur colonial né à Whittlesey en 1787 et mort en 1860, une chapelle dans l'église Saint Mary's locale ainsi que le Sir Harry Smith Community College lui sont dédiés.

- Leslie Poles Hartley, écrivain né à Whittlesey en 1895 et mort en 1972.

- David Proude, acteur de télévision et de cinéma handicapé né en 1983, il a vécu à Whittlesey et a étudié au Sir Harry Smith Community College. En son honneur, un département de l'établissement s’appelle le David Proude Suite.

## Sources
1. ↑  (en) Councillor Alex Miscandlon becomes mayor of Whittlesey.

- (en) Cet article est partiellement ou en totalité issu de l’article de Wikipédia en anglais intitulé « Whittlesey » (voir la liste des auteurs).